# ナチス・ドイツによる略奪
ナチス・ドイツによる略奪とは、第三帝国時代のヨーロッパ諸国でナチス・ドイツの職員が組織的に行った略奪であり、盗まれた物には美術品やその他の品物があった。戦時中に大部分の略奪品が取得され、特には芸術保護の名目によって、1933年から第2次世界大戦の終結まで略奪が行われた。金、銀、通貨に加えて、絵画、陶磁器、書籍、宗教財宝などの文化的な物品が盗まれた。これらの物品のほとんどは、戦争直後に、同盟国に代わって、Monuments, Fine Arts, and Archives program（MFAA）の職員により回収されたが、その多くは未だ失われている。正当な所有者、その家族、またはそれぞれの国に物品を最終的に返却することを目的として、未だにあるナチスの略奪品を特定する国際的な努力が行われている。

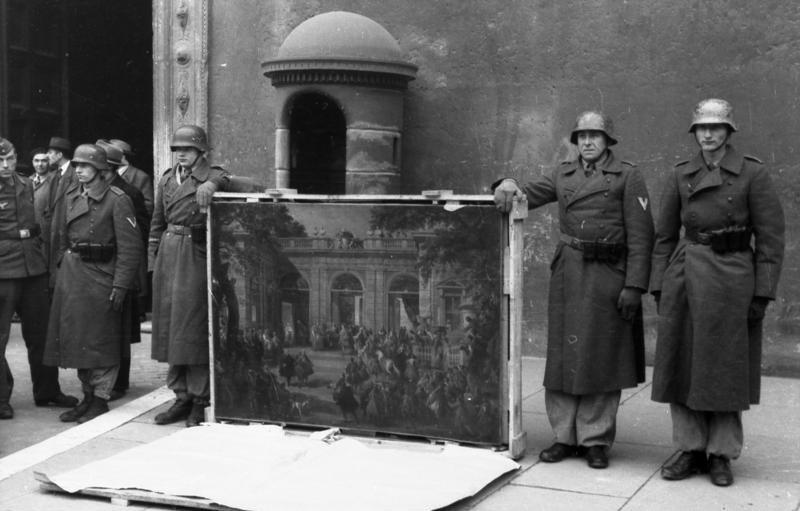
ナポリ国立考古学博物館から持ち出し、ヴェネツィア宮殿の前でジョバンニ・パオロ・パンニーニ作品「Carlo di Borbone visita il papa Benedetto XIV nella coffee-house del Quirinale（コーヒーハウス・デル・クイリナーレにて教皇ベネディクトゥス14世を訪問するブルボン王カルロス）」を手にポーズをとる第1降下装甲師団の兵士

## 背景
アドルフ・ヒトラーは、ウィーン美術アカデミーへの入学を拒否され、芸術家としては失敗したにもかかわらず、彼は自分自身を芸術の愛好家と考えていた。そして著書の「我が闘争」において、キュービズム、未来派、ダダイズムを含むモダンアートを、退廃的なものとして猛烈に攻撃した。ヒトラーがドイツ首相に就任した1933年、彼は美的理想を国家に適用した。ナチスの間で好まれた芸術の種類は、オールド・マスター、特にゲルマン民族を起源とする古典的な肖像画と風景画であった。これに匹敵しないとされたモダンアートは、第三帝国によって退廃芸術と呼ばれ、ドイツの州立博物館で発見されたものはすべて売却または破壊された。ヒトラーは、予算を増加させて、リンツに西洋の美術館を設立することを目的とした。国家元帥のヘルマン・ゲーリングや外務大臣のヨアヒム・フォン・リッベントロップなどのナチスの高官も、プライベートのアートコレクションを増やすために、ドイツ軍を利用しようとした。

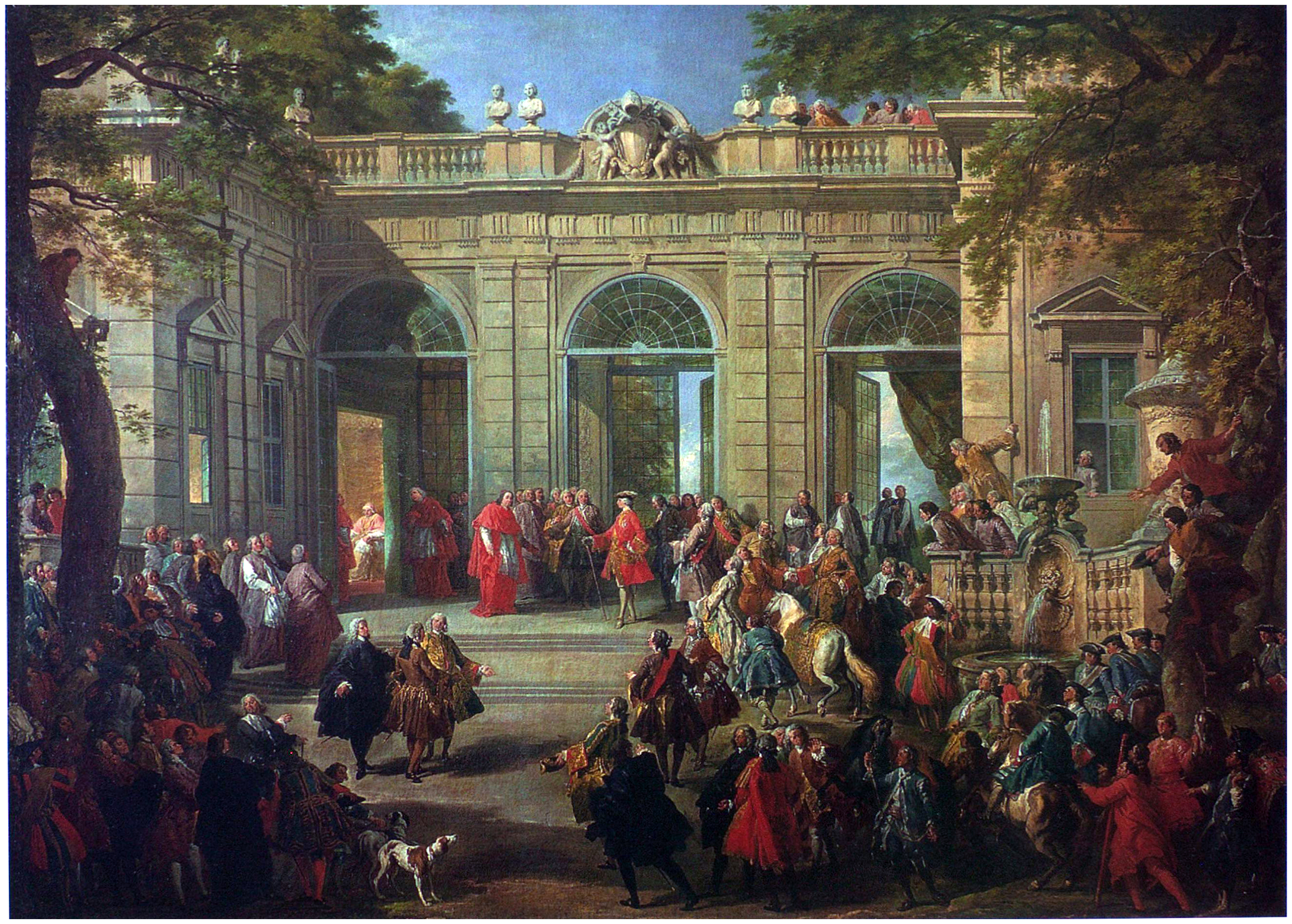
ジョバンニ・パオロ・パンニーニ「Carlo di Borbone visita il papa Benedetto XIV nella coffee-house del Quirinale」
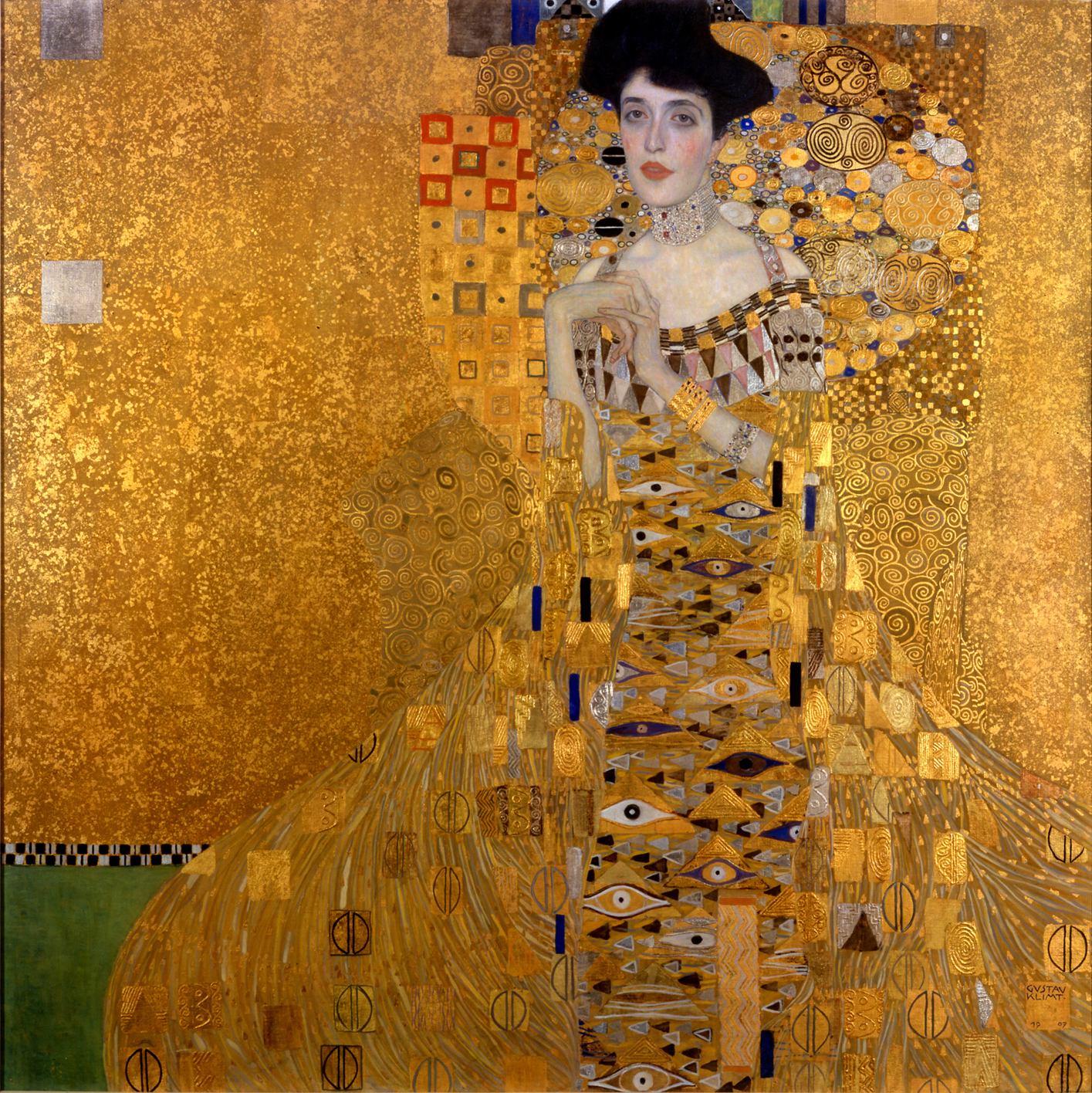
グスタフ・クリムト「アデーレ・ブロッホ＝バウアーの肖像 I」
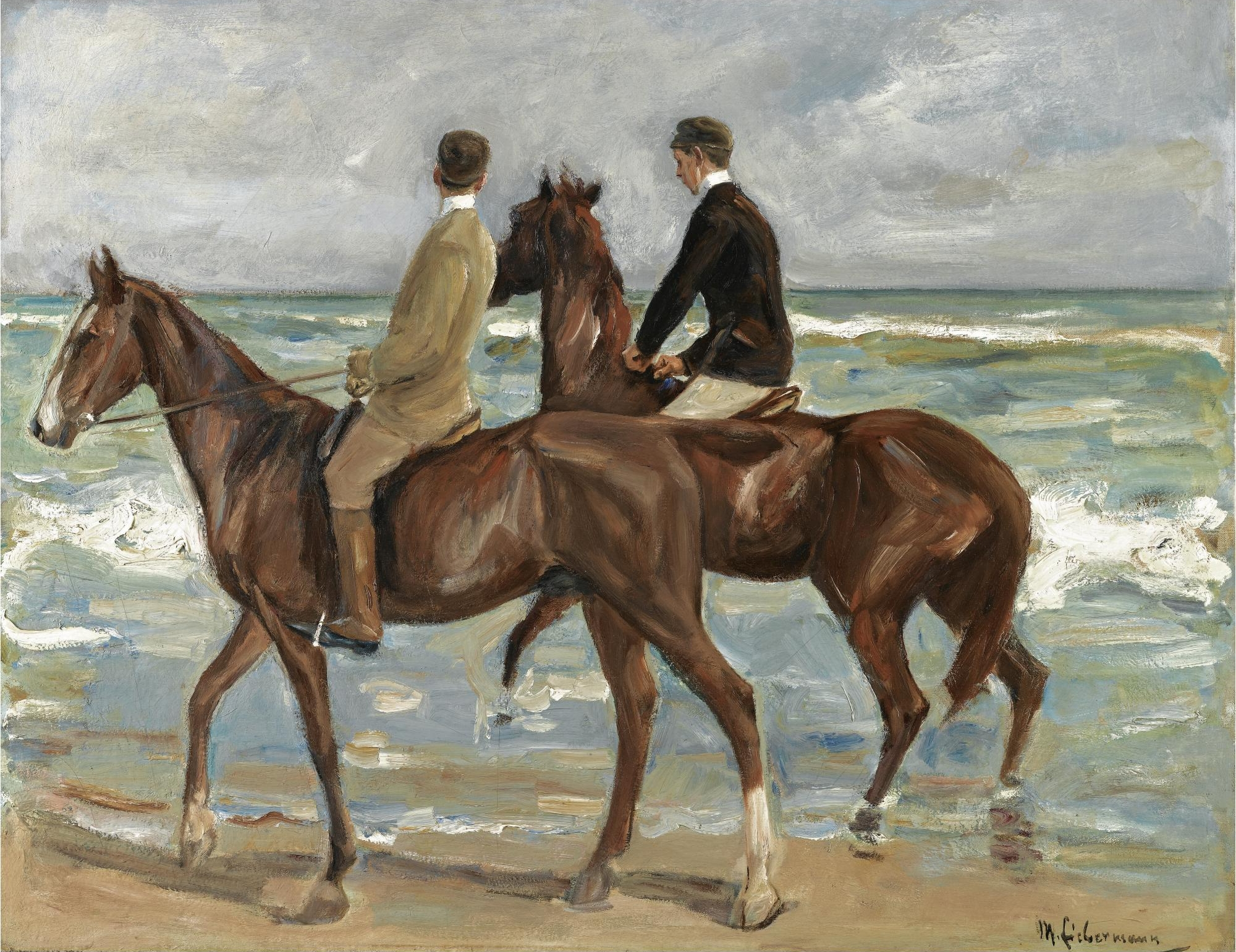
マックス・リーバーマン「浜辺の乗馬（英語版）」